# سید محمد مجتهد سردانی
سید محمد حسینی سردانی مشهور به سیّد مجتهد (درگذشته ۱۲۶۹ قمری) فقیه شیعه و از مراجع تقلید و مجتهدین به نام زنجان در عصر قاجار بود. او مؤسس خاندان حسینی زنجانی است.

## زندگی‌نامه
وی در در قریه سیردان طارم به دنیا آمد. پدرش سید قاسم و پدربزرگش سید عزالدین محمد بودند. او مقدمات اولیه را نزد اساتید عصر خود در زنجان آموخت. سپس برای ادامه تحصیلات دینی به شهر اصفهان رفت و از محضر علامه کلباسی از مراجع و علمای بزرگ اصفهان بهره جست. او تحصیلات خود را در اصفهان به پایان رسانده و به درجه اجتهاد نائل آمد.

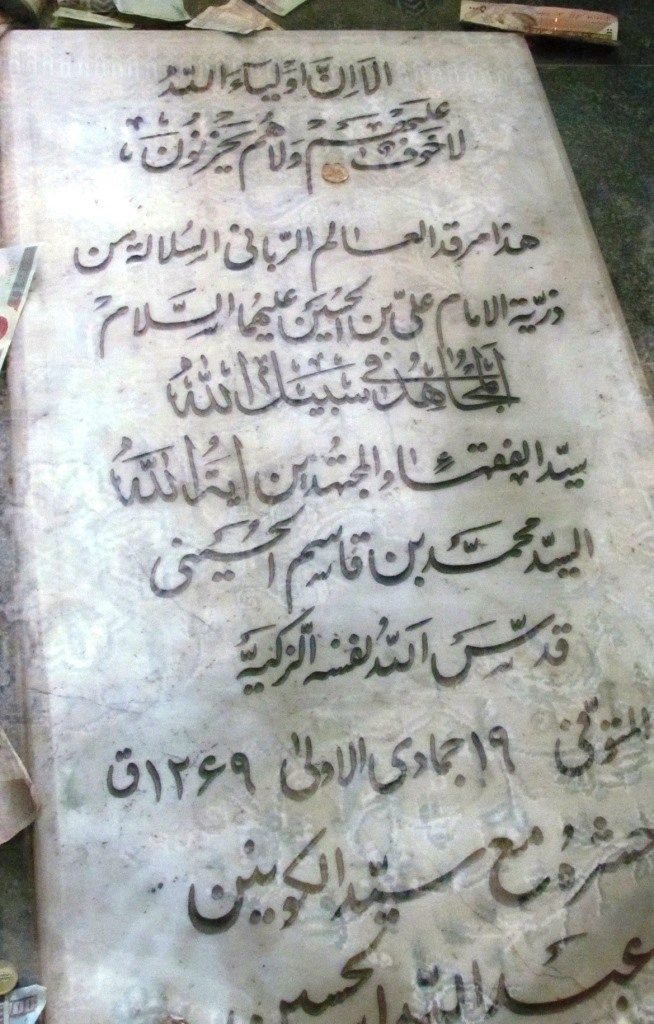
مزار سید محمد مجتهد در مقبره مجتهدی زنجان

سید محمد پس از اتمام تحصیل به زادگاه خود، سردان که از قریه‌های طارم سفلی بازمی‌گردد تا با پیشنهاد عبدالله میرزا (پسر فتحعلی شاه و حاکم زنجان) که شیفته و مرید سید محمد مجتهد شده بود به زنجان می‌آید، شاهزاده عبدالله میرزا دارا مسجد سید زنجان را برای اقامه نماز جماعت به امامت وی بنا کرد.
او مرجع تقلید شهر زنجان و اطراف بوده‌است.

## دفع بابیت از زنجان
او فتوای قتل علی محمد باب را در ابتدای سلطنت ناصرالدین شاه صادر کرد و در طرد و دفع بابیت از زنجان نقش بسیار مهمی داشت. وی از جمله افرادی بود که در مقابله با شورش بابیان زنجان حضور داشته و در کتاب لسان الصدق خود خاطراتی از این جنگ بیان می‌کند.

## درگذشت
او سر انجام در سال ۱۲۶۹ ه‍.ق درگذشت و بر مرقد او مقبره مجتهدی زنجان بنا شد.

## آثار و تالیفات
- انیس الفقها در هفت جلد
- رساله عملیه به همرا توضیحاتی در اصول دین
- رساله در شرایط مسافر به امر استادش علامه کلباسی
- لسان صدق (در احکام حج یا همان مناسک حج)
- حاشیه بر معالم اصول (ناتمام)
- کتابی دیگر در فقه

## نوادگان و فرزندان
او جد اعلای خاندان حسینی زنجانی (مجتهدی زنجانی) است.
میرزا محمود حسینی زنجانی و سید عزالدین حسینی زنجانی از علما و مراجع فقید تقلید فقید و سید محمد حسینی زنجانی از مراجع تقلید فعلی از نوادگان او هستند.